# Овидије
Публије Овидије Назон (лат. Publius Ovidius Naso; Сулмона, 20. март 43. п. н. е. — Томис, 17) био је један од тројице најпознатијих песника Августовог доба, такозваног златног века римске књижевности — поред Хорација и Вергилија.

## О песнику
Овидије је савршен версификатор, са добром реторичком спремом. У формалном погледу Овидије је прави виртуоз и одличан представник лаке и неисцрпне романске речитости.
Он се женио три пута и развео два пута до своје тридесете године. Имао је једну ћерку, и унучад. Његова задња жена је била повезана са утицајним gens Fabia, што му је помогло током током егзила.
Август га је са непознатих разлога интернирао у једно местанце на Црном мору. Од љубавних песама треба споменути Amores, у којима је лака љубавна лирика зачињена вешто убаченим моралним максимама.
Heroides или Epistulae, су реторичке исповеди напуштених жена (Пенелопе, Медеје Сапфе и других).
Ars amatoria (у три књиге) и Remedium amoris показују Овидија као стручњака у замршеним питањима љубавне стратегије и психологије. Није се либио да пише и о козметици у стиховима (Medicamina faciei), са тачним рецептима.
Најбоље и највеће дело су му Metamorphoses u 15 књига. Овај низ етиолошких легенди, који почиње оријенталним и грчким мотивима и завршава апотеозом Јулија Цезара, даје према узору александријског песника Калимаха, објашњења преображајима разних митских личности. Таквих скаски о преображењима налазимо код свих народа, али су им александријски учени песници посветили нарочиту пажњу. Овидију је пошло за руком да и у композицији целине, и у обради детаља да — може се рећи — савршено песничко дело, проткано једном идејом. Епску опширност освежавају разне епизоде, описане богатим и окретним стилом искусног ретора и песника, какав је био Овидије.
На етиолошкој основи рађени су и Фасти у шест књига, римски календар за прву половину године са описом светковина и обичаја. На овом делу радио је Овидије и у прогнанству, али га није завршио.
Тристија, у пет књига, и Epistulae ex Ponto, у четири књиге, приказују слом и беду остарелог галантног Римљанина, који до последњег часа моли и чезне за Римом, чамећи у монотонији понтског приморја.
Изгубљена нам је трагедија Медеја, коју је професор реторике Квинтилијан много ценио.
За Сенеку Овидије није само declamator bonus него би био и poetarum ingeniosissimus ni tantum impetum ingenii et materiae ad pucriles ineptias reduxisset.
Овидије је, као рођени песник особене виртуозности и блиставе фразе, много утицао на романске и европске књижевности. Дубровачки песници Динко Златарић, Јуније Палмотић, Игњат Ђурђевић и Џиво Бунић преводе и користе Овидија. Петар Хекторовић превео је Remedium amoris: „Од лика љувенога« (О лечењу љубави), а у новије доба преводили су Овидија Ф. Милер и Т. Маретић.
Метаморфозе су неисцрпан извор за европске сликаре и вајаре. Вилијам Шекспир у фантастичној игри „Сан летње ноћи“ користио је исти извор.
Место Сулмо налази се на око 50 km од западне обале Јадранског мора, мало јужније од места Корфинијум који се налазио на познатој Виа Валерија која је водила до Рима.
Родио се у угледној породици римских витезова. Већ као дечак показује интерес за песништво, у школи чувеног римског ретора Аурелија Фуска. Ускоро се одриче државне службе да би се ставио у службу муза. Пријатељује са песницима Марком, Проперцијем (Sextus Propertius), Понтиком и Басом (Bassus). Тибул га упознаје са покровитељем песника Месалом (Marcus Valerius Messalla). Са двадесет година Овидије издаје на свет збирку песама Љубавне песме (Amores), а неколико година касније и другу, под насловом Хероине (Heroides). По Т. Маретићу, «ова се збирка састоји од 21 посланице, што их тобоже жене давних митичких времена пишу својим мужевима или љубавницима, који су далеко у туђини, или су их паче изневјерили». Широку популарност Овидију доноси књига песама Љубавна вештина (Ars amatoria), која представља љубавни приручник и саветник за жене и мушкарце, са пуно животно корисних, али и распусних танчина. Том књигом песник себи прибавља и рђав глас човека склоног повреди јавног морала. Као зрео човек објављује своје обимом највеће дело, еп Метаморфозе, где обрађује низ митова који за тему имају преображај обличја. Из овог епа до данас су остали чувени одломци о претварању Дафне у ловоров цвет, о љубави Пирама и Тизбе, о Јасону и Медеји, о Ниоби, Дедалу и Икару, идилична новела о Филемону и Баукиди, те мит о Орфеју и Еуридици. У то време Овидије већ важи и за једног од најбољих, ако не и најбољег мајстора стиха. Трећа женидба, са младом удовицом Фабијом, доноси му и везе на двору. С њом је имао ћерку Перилу. Међутим, у јеку највеће славе, стиже га императорова немилост. Године 8. после Христа, Овидије бива изгнан у Томе, невелику утврду на обали Црног мора. Разлог изгнанства до данас није разјашњен. Могуће да је песник лануо нешто што се није смело, или да је прећутао нешто што је био дужан пријавити (можда прељубу Августове унуке Јулије са Децимом Силамом — будући да је Јулија била изгнана у исто време кад и Овидије). Било како било, основно питање остаје питање слободе. Император је мора ограничавати, а песнику је потребна као ваздух. (Владимир Јагличић)
У Овидијеве пријатеље били су укључени и граматичар Хигин (Hyginus) и подразумева се Хорације (65. до 8. п. н. е.) који је вероватно утицао на Овидијеве родитеље да пошаљу сина његовим путем: најпре на школовање у Грчку, па на Сицилију и тако даље. И док је за свог спонзора Овидије имао Месалу, Хорације је имао Етрурца Мецену – Августовог саветника и „министра“ за културу.
Ваља рећи да је раздобље Августове владавине раздобље највећег процвата Рима, после кога је сјај вечног града могао само да опада. Корозивно начело промене је превладало. Већ је Августов наследник Тиберије при крају своје владавине показао да је постао слуга својих изопачених страсти, а не слуга Латина и богова. Неки од каснијих царева, нпр. Нерон, Калигула, или Домицијан, биће звери у људском облику. Рим је бесповратно ступао на стазу пропасти. Предаси под Трајаном, Хадријаном, или Марком Аурелијем нису се могли одупрети срозавању.
Овидије је, више својим животом, неголи песништвом, постао пророк те пропасти.
Публије Овидије Назо, очито, и без своје воље, морао је бити извесни корозивни елемент. Наивно упућен на промену и на земаљске ужитке, није случајно да је баш он исписао епос који за тему има несталност. У то време он је најчитанији римски песник, а омиљеност у народу не може се стећи писањем на узвишене теме. Напротив, потребно је извесно подударање са интересовањима светине. Овидије свакако није био поданик по Цезаревом укусу. Онај ко је, као Октавијан Август, на самрти могао гордо да каже: „Наследио сам Рим од цигала, а остављам вам га у мрамору!", морао је спадати у градитеље и тумаче врховних захтевности трајања. У Овидију он је могао видети тек несвесног противника, некога ко грађанство, а тиме и масе, може навести на сасвим друкчији, не пут обнове, већ на пут раздрузгавања свега вековима грађеног.
Тако гледано, изгнанство песниково може се учинити логичнијим.

## Љубавне песме
Љубавне песме (Аморес, сачувано 2. издање у 3 књиге, 19–16. п. н. е.) везане су за име песникове фиктивне драгане Корине, назване можда према грчкој песникињи Корини. Мотиви су им најчешће узети из алексадријске љубавне поезије. „Шаљиви песник љубавне нежности“ (tenerorum lusor amorum) – како је сам себе назвао – у тим љубавним елегијама фриволно, али с фином иронијом и хумором, психолошки истанчано парафразира многе мотиве из Катула, Тибула, Проперција и хеленистичких епиграматичара. Први у римској књижевности увео је у песништво елементе реторичко-декламаторског стила: варирање исте теме, бројне дигресије, поентирање мисли.

## Хероиде
Хероиде (Heroides) или Посланице јунакиња (Epistulae heroidum) јесу песничка писма која поједине митолошке, ређе историјске жене (нпр. Пенелопа, Брисеида, Федра, Аријадна, Медеја, Дидона, Херо, Сапфа) упућују својим мужевима или љубавницима. Уз три писма написао је Овидије и одговоре. Оваква песничка писма била су позната и у грчкој књижевности, али је Овидије образац могао наћи и у декламацијама савремених реторских школа. У Хероидама има заиста више реторике него у било којем другом Овидијевом делу. Иначе је песник за Хероиде доста појединачних мотива могао наћи и код александријских песника, али и код Хомера, Вергилија и грчких трагичара.

## Љубавна вештина
Пародично-дидактични еп Љубавна вештина (Ars amatoria, 3 књиге) најфриволније је, али и једно од најбољих Овидијевих дела. У 1. и 2. књизи дају се упутства младићима како да се допадну женама, а у 3. књизи таква се упутства дају девојкама. Пародичност и шаљивост долазе до изражаја како у самом наслову тако и у садржини песама: чулна љубав жена из ниских слојева друштва обрађена је као наука (ars), врло озбиљно, а у тој озбиљности непрестано избија фина иронија, којом се, без дубље социјалне или етичке позадине, подвлачи лакомисленост и испразност живота многих кругова у тадашњем Риму. Лакоћа израза и течни стихови спајају се у складну целину, а врхунац пародичности налази се управо у дискрепанцији између систематичности излагања и предмета који се обрађује.

## Метаморфозе
Метаморфозе (Metamorphoses – Преображења или Претворбе, 15 књига са укупно 11.995 хексаметара) јесу највеће и најпознатије Овидијево дело, у којем су до највећег изражаја дошле главне особине Овидијевог стила – прозирност мисли, израз богат бојама, течан, лепршав и гладак стих, истанчана психологизација ликова и осетљивост за промену атмосфере. Метаморфозе су заправо збирка етиолошких митова и легенди које се завршавају неким преображајем. Митови су претежно грчки, док само у последње две књиге има и неколико италских и римских. Песник је успешно толике разноврсне митове спојио у једну целину и „хронолошки“ их уоквирио између два митска догађаја: исконског хаоса и стварања света (чиме Метаморфозе почињу) и претварања Јулија Цезара у звезду (чиме се ово дело завршава). Овидије је заправо овим делом створио песничку новелистичку збирку, нижући митове по циклусима тематски или као уоквирене приче. Знамените су, на пример, прича о Аполону и претварању Дафне у ловорику, мит о Фаетонту, о Нарцису, о љубави Пирама и Тизбе, о Јасону и Медеји, о Ниоби, о Дедалу и Икару, идила о Филемону и Баукиди, прича о Орфеју и Еуридики, о надметању Ајанта и Одисеја за Ахилејево оружје.
Мотиви су у овом делу заиста вешто повезани у једну целину. Тамо где песник није могао да направи природан и лаган прелаз с једнога мита на други, он умеће поједине митове као епизоду. На пример, Орфеј прича неколико митова; Минерва и Арахна, када се такмиче у ткању, изводе на ћилимима слике које песник описује и препричава итд. И у погледу композиције Метаморфозе су једна од најсавршенијих песничких творевина из антике. У њима се може запазити извесна епска развученост, али је Овидије успео да избегне монотонију на тај начин што је уметао занимљиве епизоде. Језик је пажљиво избрушен и пун снажних реторских фигура. Није познато које је изворе песник употребио за обраду грчких митова, али је свакако мало вероватно да се упуштао у добока митографска истраживања: он се највероватније задовољио употребом популарних митолошких зборника. Међу песницима чији се утицај осећа јесу на првом месту грчки трагичари, Хомер и Теокрит, а од римских писаца Вергилије.

## Фасти
Фасти (Fasti – Календар, 6 књига) јесу коментар римског календара, и то редом, по данима и месецима. Овидије је, у духу александријске етиолошке елегије, хтео да објасни римске празнике и култове, да нађе етимологију именима месеца итд. Своје дело започео је вероватно врло рано. Када је пошао у изгнанство, Фасти још нису били довршени. У Томима Овидије је прерадио Фасте и посветио их Германику, надајући се да ће му овај издејствовати помиловање (прво издање било је посвећено Августу). Међутим, песника је претекла смрт, па је дело остало незавршено, а требало је да има дванаест књига – по једну за сваки месец. Као извор за Фасте послужили су Овидију Фасти Верија Флака, Овидијевог савременика, Марко Теренције Варон, а можда и Ератостен и Калимах. Међутим, Овидије је – пошто му је више стало до форме него до садржине – своје изворе користио врло површно, па је направио више погрешака.

## Песме из прогонства
Песме из прогонства испеване су у тужном жалосном тону и све имају једну основну тежњу: да песнику издејствују помиловање. Према ранијим песмама ове песме представљају опадање. Овидијево добро расположење ишчезло је, а његов талент је сломљен. Тужаљке (Tristia, 8–12. н. е., у 5 књига) биле су једним делом завршене већ на путу из Рима ка Томима, који је подуже трајао. У њима се вечито понавља иста тема: песник покушава да оправда себе и да што живље представи свој тежак положај. Интересантна је трећа елегија прве књиге, у којој песник описује свој растанак с Римом.
Посланице с Понта (Epistulae ex Ponto, 12/13–16. н. е., у 4 књиге са укупно 46 песама) биле су упућене појединим личностима које Овидије моли за посредовање код цара. Мотиви су исти као и у Тужаљкама, само је песник још више сломљен; он се много понавља и сувише ласка. Осим у неколико елегија с топлим аутобиографским елементима, песник већином није успео дубље изразити бол прогнаника и створити дела која би стилски била на висини његових ранијих остварења и патњи које је свакако снажно проживљавао.

## Изгубљена дела
Овидије је у младости написао и једну трагедију, Медеју (Medea), али нам она није сачувана. Чини се да је Овидије нарочито волео овај мит, јер га је веома лепо обрадио и у Хероидама и у Метаморфозама.

## Значај и утицај
Овидије је био даровит песник. Стихове је писао лако и, што се тиче форме, за њега би се могло рећи да је најбољи међу римским песницима. Језик му је једноставан и јасан, начин изражавања течан и неусиљен. Али с друге стране, Овидије је поезију ставио под утицај реторике, чиме је дао лош пример каснијим песницима којима је недостајало његовог талента, а такође је у песништво унео и извесну тривијалну ноту.
Овидије је извршио огроман утицај на каснију европску књижевност, ликовне уметности и музику (љубавни речник средњовековне лирике, Ђовани Бокачо, Лопе де Вега, Вилијам Шекспир, Јохан Волфганг Гете, Александар Пушкин итд).